# Sowers-Gletscher
Der Sowers-Gletscher ist ein Gletscher im westantarktischen Ellsworthland. Er fließt aus einem markanten Kessel am Osthang des Mount Craddock zwischen dem Gebirgskamm Willis Ridge und Mount Osborne in der Sentinel Range des Ellsworthgebirges hindurch zum Thomas-Gletscher.
Das Advisory Committee on Antarctic Names benannte ihn 2006 nach dem US-amerikanischen Klimaforscher Todd A. Sowers von der Pennsylvania State University, der zwischen 1991 und 2006 anhand von Eisbohrkernen Studien zu klimatischen Veränderungen in der Antarktis durchgeführt hatte.